# Gamshag
Der Gamshag ist ein 2178 m ü. A. hoher Berg in den Kitzbüheler Alpen in Tirol. Er befindet sich nordwestlich des Torsees, aus dem die Saalach entspringt. Nordöstlich erhebt sich der markante Tristkogel (2095 m ü. A.). Nordwestlich befinden sich der Kleine Schütz (2079 m ü. A.), sowie der Schützkogel (2069 m ü. A.), im Süden ist der 2174 m hohe Teufelssprung vorgelagert.
Sowohl vom westlich liegenden Jochberg als auch aus dem östlich des Berges gelegenen Saalachtal ist der Gamshag gut mit markierten Wanderwegen erschlossen. Im Winter kann der Berg als Skitour bestiegen werden. Eine Übernachtungsmöglichkeit besteht auf der Bochumer Hütte.